# Gryllotalpa
Gryllotalpa är ett släkte av insekter som beskrevs av Pierre André Latreille 1802. Gryllotalpa ingår i familjen mullvadssyrsor.

## Dottertaxa tillGryllotalpa, i alfabetisk ordning[1][2]
- Gryllotalpa africana
- Gryllotalpa australis
- Gryllotalpa babinda
- Gryllotalpa brachyptera
- Gryllotalpa brevilyra
- Gryllotalpa bulla
- Gryllotalpa chinensis
- Gryllotalpa coarctata
- Gryllotalpa cophta
- Gryllotalpa cossyrensis
- Gryllotalpa cultriger
- Gryllotalpa debilis
- Gryllotalpa dentista
- Gryllotalpa devia
- Gryllotalpa elegans
- Gryllotalpa formosana
- Gryllotalpa fulvipes
- Gryllotalpa fusca
- Gryllotalpa gorkhana
- Gryllotalpa gracilis
- Gryllotalpa gryllotalpa
- Gryllotalpa henana
- Gryllotalpa hirsuta
- Gryllotalpa howensis
- Gryllotalpa inermis
- Gryllotalpa insulana
- Gryllotalpa isfahan
- Gryllotalpa jinxiuensis
- Gryllotalpa krimbasi
- Gryllotalpa mabiana
- Gryllotalpa madecassa
- Gryllotalpa major
- Gryllotalpa marismortui
- Gryllotalpa maroccana
- Gryllotalpa microptera
- Gryllotalpa micropthalma
- Gryllotalpa minuta
- Gryllotalpa monanka
- Gryllotalpa nitens
- Gryllotalpa nitidula
- Gryllotalpa obscura
- Gryllotalpa octodecim
- Gryllotalpa orientalis
- Gryllotalpa ornata
- Gryllotalpa oya
- Gryllotalpa parva
- Gryllotalpa pilosipes
- Gryllotalpa pluridens
- Gryllotalpa pluvialis
- Gryllotalpa pygmaea
- Gryllotalpa quindecim
- Gryllotalpa robusta
- Gryllotalpa rufescens
- Gryllotalpa sedecim
- Gryllotalpa septemdecimchromosomica
- Gryllotalpa spissidens
- Gryllotalpa stepposa
- Gryllotalpa tali
- Gryllotalpa unispina
- Gryllotalpa viginti
- Gryllotalpa vigintiunum
- Gryllotalpa vineae
- Gryllotalpa wudangensis

## Bildgalleri

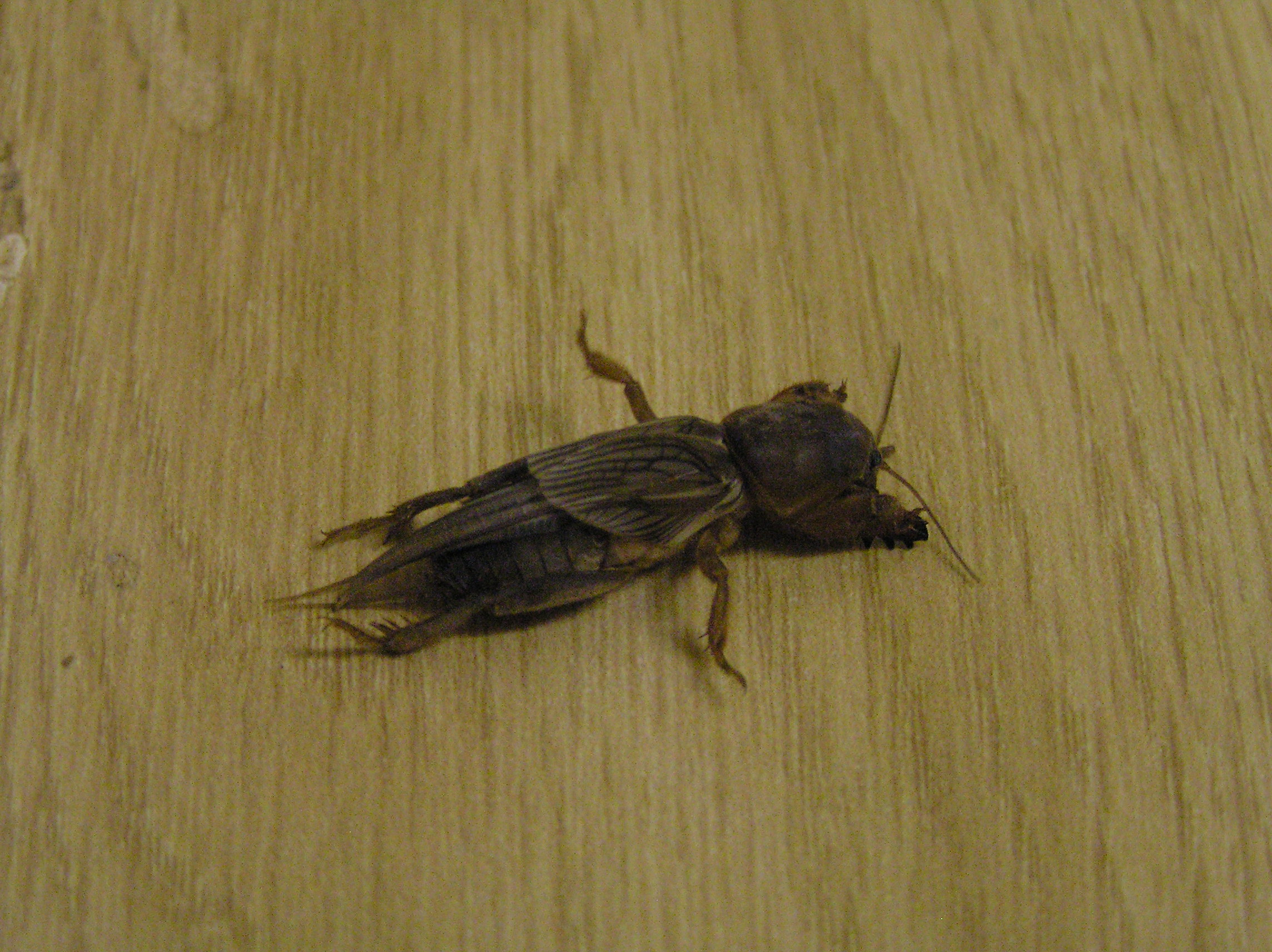
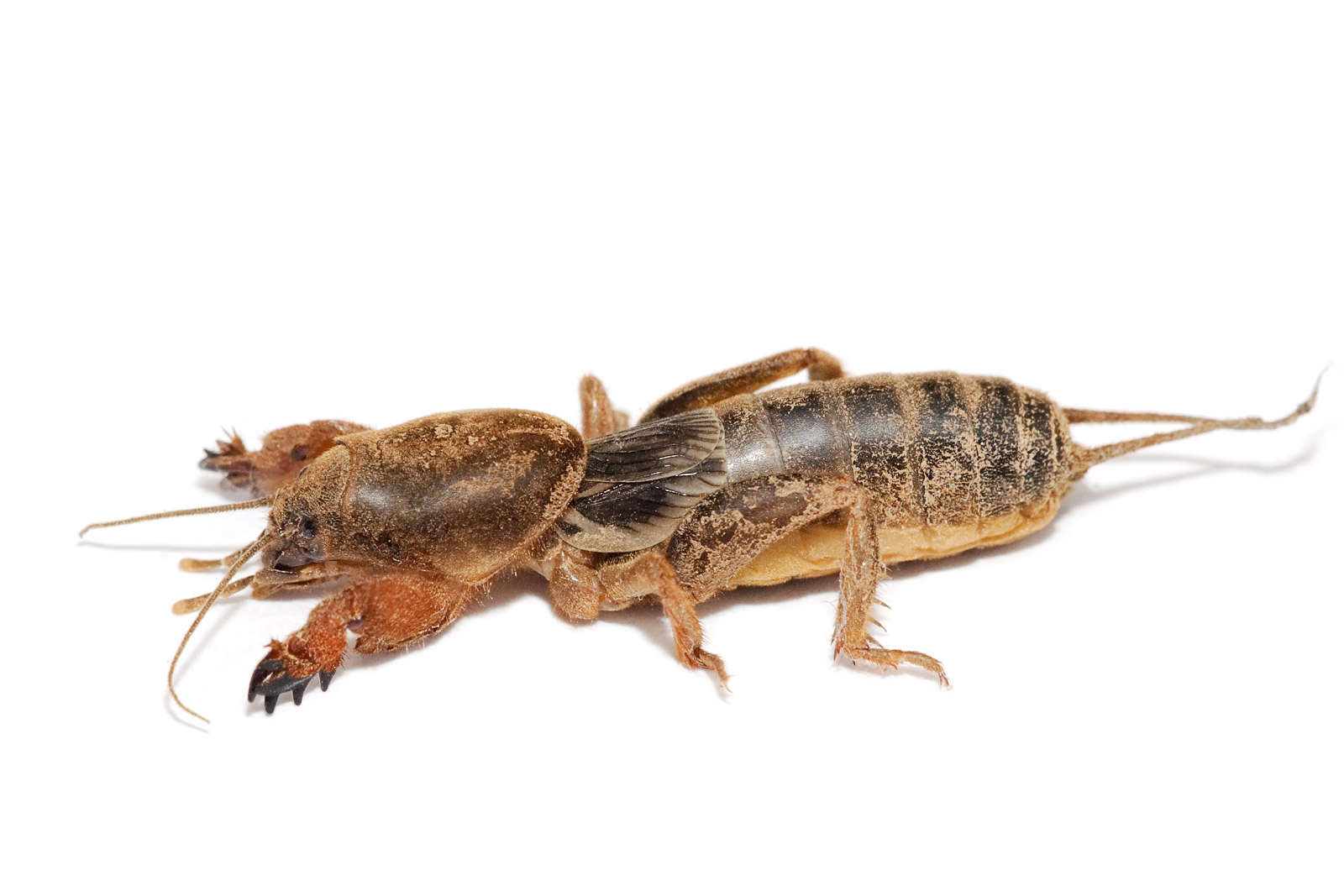
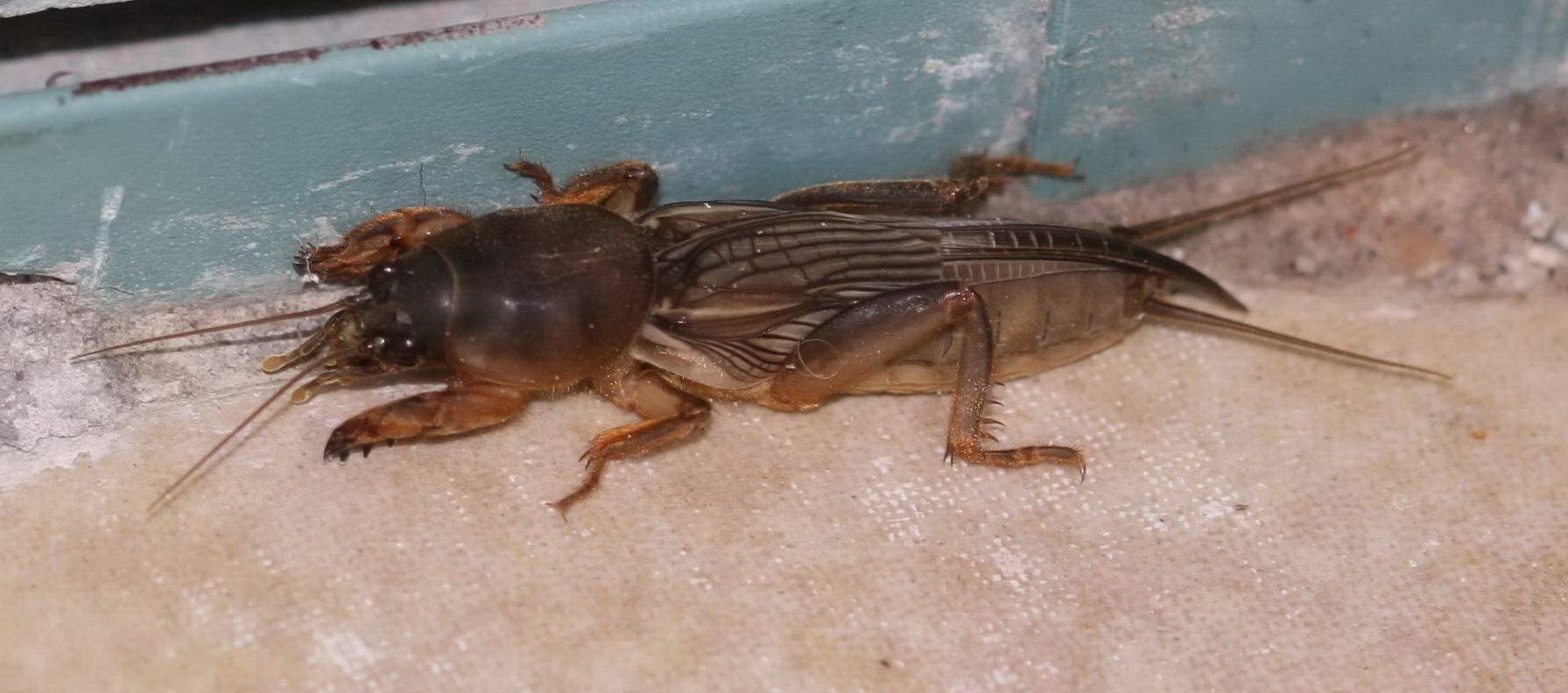
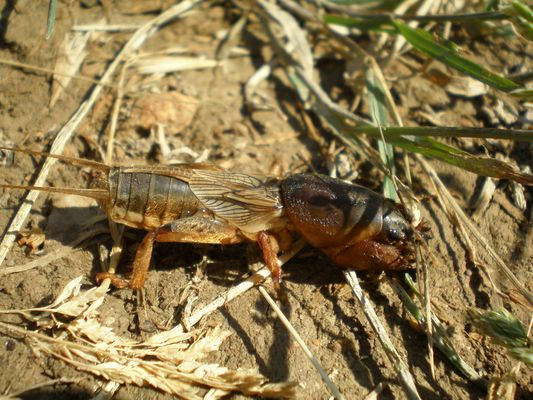
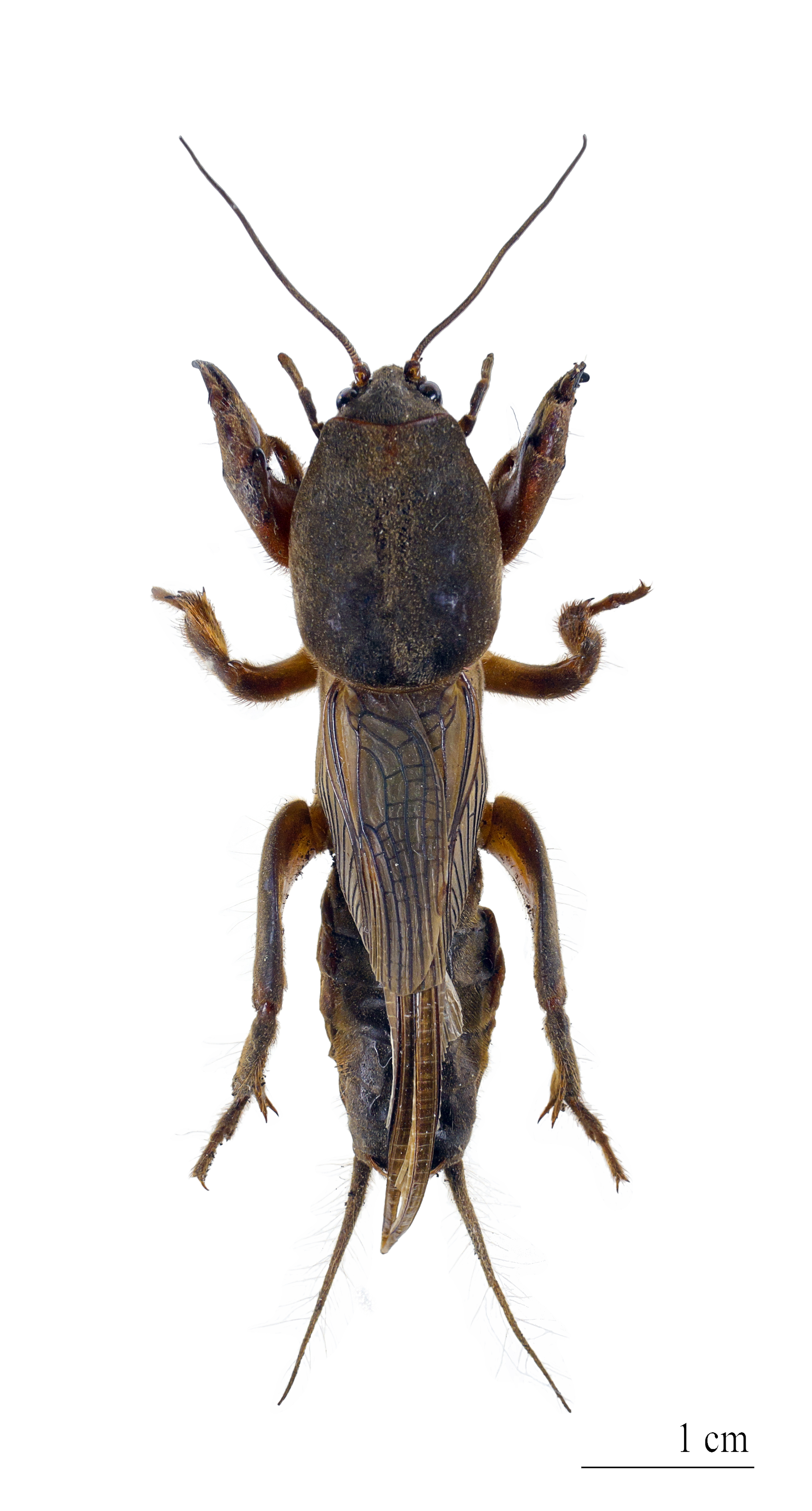
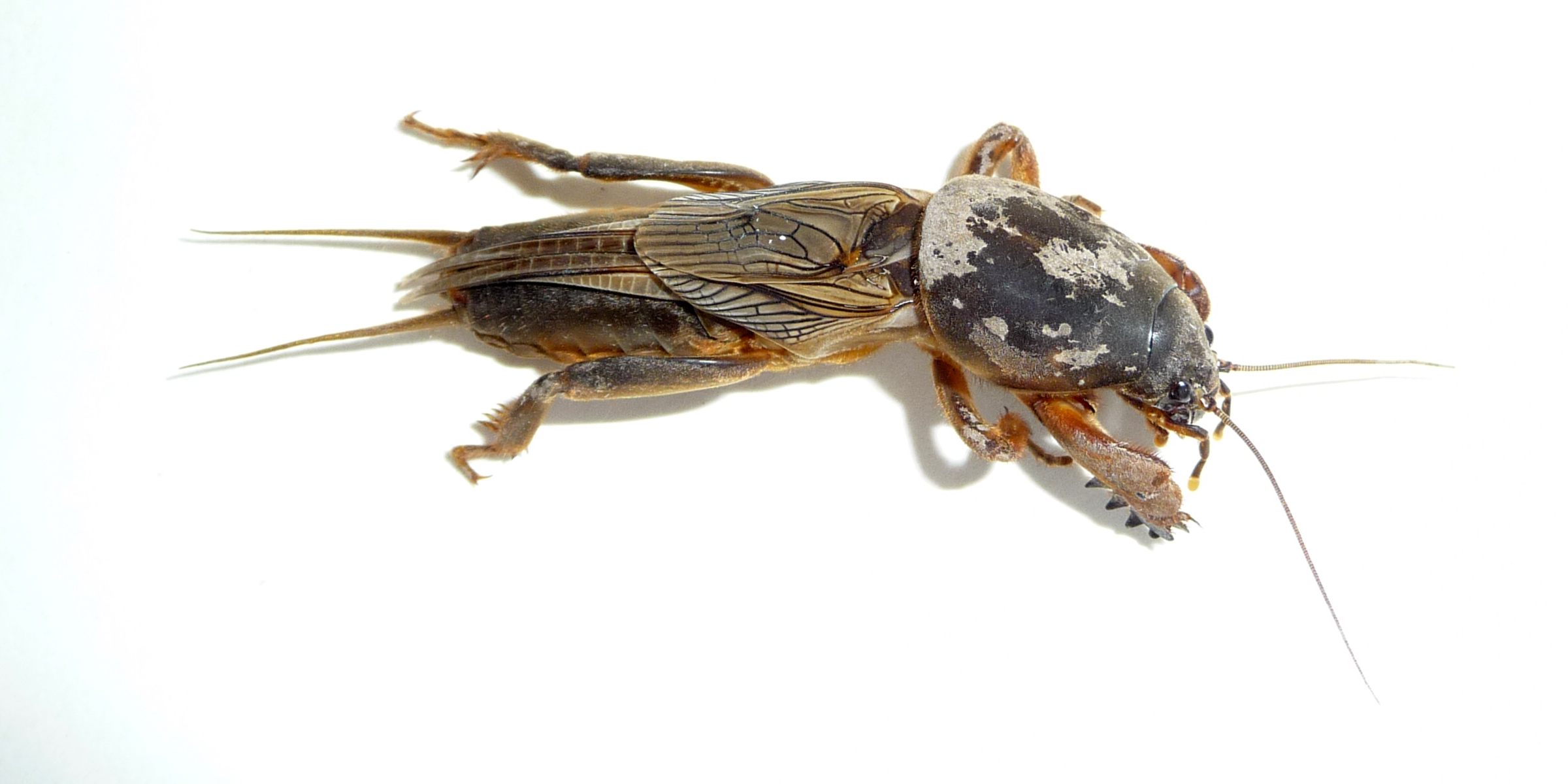